# Tetsuya Ogawa
Tetsuya Ogawa (ur. 3 października 1969 w Osace) jest basistą, liderem, wokalistą oraz założycielem japońskiego zespołu rockowego L’Arc-en-Ciel. Jest także autorem tekstów (m.in. do: „Perfect Blue”, „Bravery”, „Sai wa Nagarareta”, „Time Goes On”, „Sunadokei”.).
W roku 2001, kiedy zespół zrobił sobie przerwę, tetsu rozpoczął karierę solową jako Tetsu69. W listopadzie 2006 wrócił do pseudonimu tetsu.
W 2005 roku wraz z wokalistą zespołu DEAD END, Morrie, założył zespół creature creature, gdzie jest basistą.
W 2008 roku ożenił się z japońską aktorką, modelką i gwiazdą telewizyjną – Ayaną Sakai (jap. 酒井彩名 Sakai Ayana).
W 2009 zdecydował się na zmianę pseudonimu artystycznego na TETSUYA.

## Dyskografia
Jako TETSU69

### Albumy
- Suite November (20 listopada 2002)

### Single
- wonderful world / TIGHTROPE (18 lipca 2001)
- Shinkirou (28 sierpnia 2002)
- 15 1/2 (23 października 2002)
- WHITE OUT ~memory of a color~ (13 lutego 2003)

### Omnibusy
- LOVE for NANA ～Only 1 Tribute～ (16 marca 2005)

Jako tetsu

### Single
- Can't stop believing (14 marca 2007)